# Réforme salariale en Union soviétique

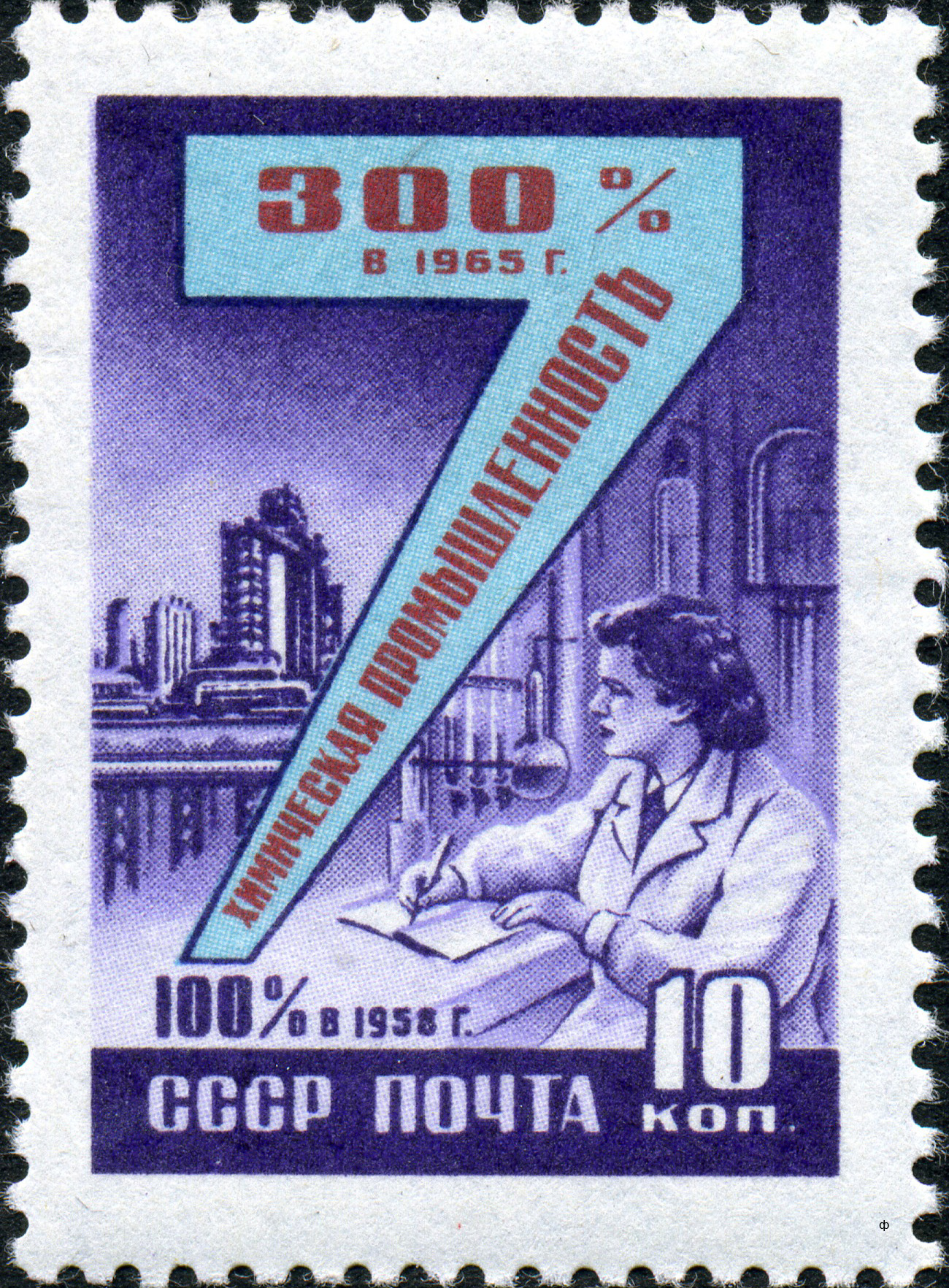
Un timbre postal soviétique datant de 1959. Le timbre célèbre la croissance de l'industrie chimique.

Pendant la présidence de Nikita Khrouchtchev, et particulièrement de 1956 à 1962, l'URSS a tenté de mettre en place des réformes salariales majeures visant à faire changer la mentalité des classes ouvrières soviétiques quant aux quotas excessifs qui avaient caractérisé l'économie soviétique pendant la précédente période stalinienne, vers une incitation économique plus efficace.

## Contexte
Pendant la période stalinienne, l'Union soviétique tente d'atteindre une croissance économique grâce à son industrie. En 1927 et 1928, la production totale de biens d'équipement atteint un montant de six milliards de roubles. En 1932, la production a grimpé à 23,1 milliards de roubles. Les usines et manufactures sont encouragées à « réussir à tout prix », en cherchant à toujours dépasser des objectifs fixés nationalement. Les ouvriers sont individuellement encouragés à dépasser les objectifs nationaux, par exemple avec le slogan du premier plan quinquennal, « Atteindre nos objectifs à cinq ans en quatre ans ! ».
Un programme particulier, qui consiste à faire le plus de travail possible pendant des très courtes périodes afin de rapidement atteindre son quota annuel, gagne en popularité. Cette tendance est accélérée par la pénurie de matériaux industriels, qui empêche les usines de fonctionner correctement pendant certaines périodes. Une fois les nouveaux matériaux arrivés, les ouvriers travaillent au-delà de leur capacité afin d'atteindre les quotas, puis, épuisés, ne fournissent pas de travail le début du mois suivant, alors que les matières premières manquent à nouveau.
Les salaires moyens de l'Union soviétique sont rarement rendus publics. Certains chercheurs occidentaux supposent qu'il s'agit d'une volonté du gouvernement de cacher des salaires trop bas ou de grandes inégalités de salaire.
Dès le plan quinquennal de 1928, les salariés soviétiques sont généralement payés à l'unité plutôt qu'à l'heure de travail, afin d'encourager leur productivité. Chacun reçoit un quota personnel et gagne son salaire minimum en remplissant son objectif, puis les paiements supplémentaires se font par tranche : chaque tranche de 10 % au-dessus de l'objectif est plus rentable que la précédente. En 1956, environ 75 % des ouvriers soviétiques sont payés à l'unité,. Ce paiement à la pièce pose de nombreux problèmes à l'efficacité de l'industrie soviétique. En effet, le paiement par pièce exige de nombreux dispositifs administratifs. Chaque ministère ou département d'État fixe ses propres prix par pièce, et au sein d'un ministère, il peut y avoir de grandes différences de salaire entre deux personnes qui produisent des biens différents, malgré des qualifications et responsabilités identiques : les critères sont le bien produit, le lieu où se situe l'usine et d'autres facteurs décidés à Moscou. Le calcul des salaires est donc très complexe : dans les années 1930, un machiniste en particulier fabrique 1 424 unités de 484 types différents, chacun ayant un prix unique compris entre 3 et 50 kopecks. Il faut alors que son employeur traite 2 885 documents, arrivant à un total de 8 500 signatures sur 8 kg de papier : le processus coûte 309 roubles à l'usine, soit 20 % du salaire final de l'employé. Les employés payés à l'heure reçoivent aussi des primes à la performance. Afin qu'ils ne soient pas moins payés que les employés travaillant à la pièce, les chefs d'usine manipulent régulièrement les objectifs : ils fixent des quotas très bas ou trichent sur la production réelle des employés. De cette façon, ils évitent toute remise en question. Cela mène à des problèmes profonds dans les industries pénuriques : les ouvriers privilégiant les usines à quotas plus bas, elles doivent baisser leurs objectifs et produire moins. Même sans manipulation des chefs d'usines, les quotas sont généralement relativement bas et faciles à atteindre depuis leur baisse pendant la Seconde Guerre mondiale. Les ingénieurs, par exemple, atteignent régulièrement le double de leur salaire normal.

## La réforme

### Annonces de la réforme
La réforme salariale se déroule dans le cadre de la déstalinisation, un ensemble de politiques visant à mettre fin au système de terreur et à réformer l'économie de l'Union soviétique. Dans les années 1950, l'économie soviétique est en situation pénurique pour des biens nécessaires dont le charbon, le fer et le ciment, et la productivité des ouvriers n'augmente plus suffisamment. En mai 1955, la Pravda annonce qu'un comité d'état sur le travail et les salaires a été fondé pour réfléchir à une modification centralisée du système salarial. En juillet 1955, Nikolaï Boulganine mentionne que l'industrie soviétique doit mettre fin à ses quotas dépassés et réformer les salaires pour mieux encourager les ouvriers et minimiser la rotation de l'emploi. Le sixième plan quinquennal (1956-1960) inclut des appels à réformer les salaires, en particulier avec des nouveaux systèmes d'encouragement des ouvriers,. Les conséquences positives attendues sont une réduction des faux emplois et des postes mal distribués qu'on retrouve souvent dans l'industrie soviétique.

### Contenu de la réforme

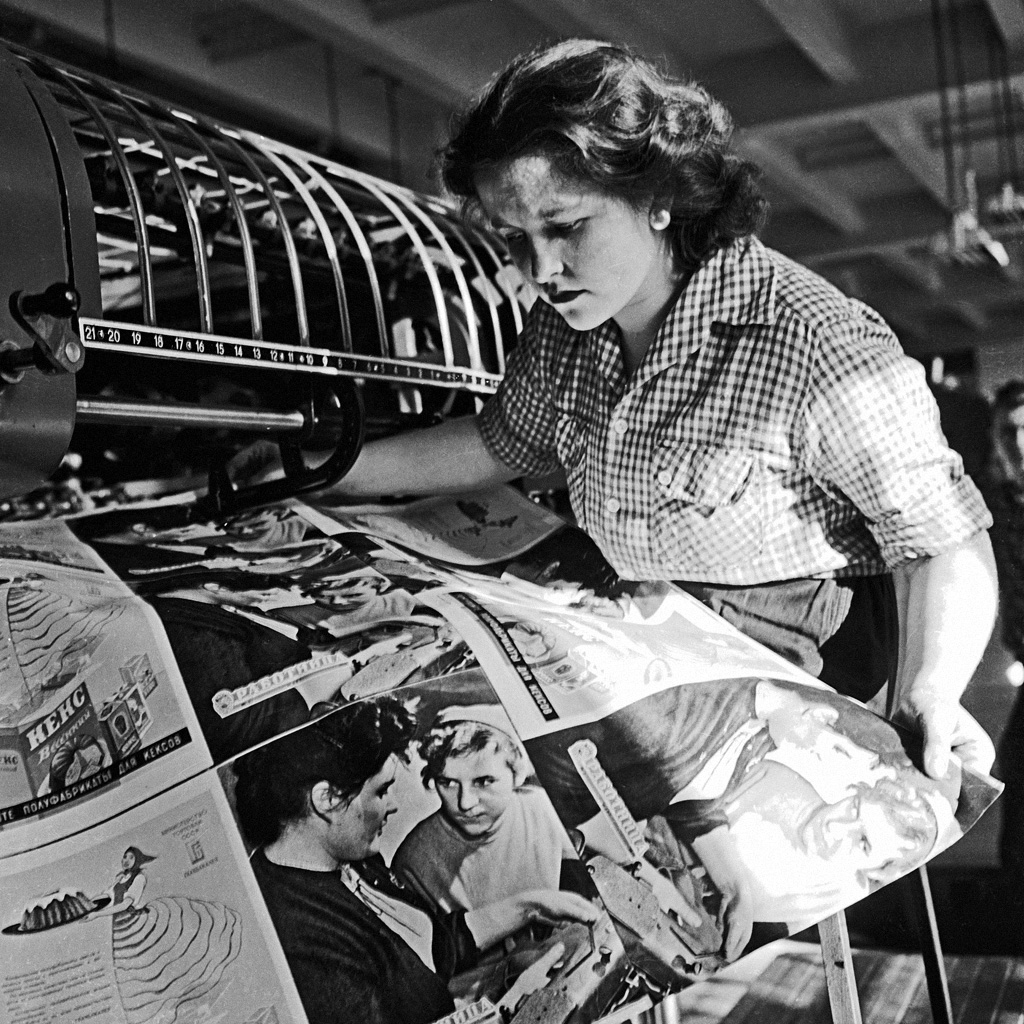
Lidia Kulagina, une employée des imprimeries de la Pravda, en 1959.

Le sixième plan quinquennal apporte des modifications en profondeur aux salaires des employés soviétiques. Les salaires de base augmentent afin que la pression des quotas soit moins importante et qu'il y ait donc moins d'intérêt à manipuler les résultats. Ces augmentations sont limitées aux emplois les moins bien payés, suivant la volonté de Nikita Khrouchtchev d'être l'allié des masses populaires. Cette augmentation limitée encourage également les femmes à commencer à travailler, tandis que les travailleurs plus qualifiés n'ont pas intérêt à chercher un poste ailleurs, puisque leurs salaires sont gelés.
Les quotas augmentent en parallèle : de cette façon, les ouvriers ne peuvent plus dépasser les objectifs systématiquement. Dans le cas des employés payés à l'heure, les quotas ne changent pas, mais les journées de travail sont raccourcies, à six heures pour les mineurs de charbon par exemple. Certaines augmentations de quotas sont très importantes, atteignant jusqu'à 65 % dans l'ingénierie. Les travailleurs payés à la pièce reçoivent un salaire fixe et leurs primes ne sont plus exponentielles : les ouvriers gagnent une prime s'ils atteignent leur quota. Dans certaines industries, on garde une prime corrélée aux résultats, mais elle est plafonnée : en ingénierie, elle ne dépasse par exemple pas 20 % du salaire total.
La réforme réduit drastiquement le nombre de grilles de salaire, non seulement pour limiter la bureaucratie mais également pour s'assurer que les employés ne favorisent pas un certain type de tâche. Par exemple, les salariés à l'heure sont payés le même prix quelle que soit la tâche effectuée. Cela permet aux gestionnaires d'usines de mieux distribuer la main-d'œuvre et de limiter les blocages dans la chaîne de production. Les travailleurs du domaine de la maintenance et de la réparation d'équipement passent, quant à eux, d'un salaire par action effectuée à un salaire par temps, afin d'assurer une meilleure sécurité sur les lieux de travail.

## Bilan
L'effet positif direct de la réforme est de réduire la proportion d'ouvriers soviétiques payés à la pièce. En 1956, ils constituent 75 % de la population employée, en août 1962, ils ne sont plus que 60,5 %. Environ la moitié des personnes toujours payées à la pièce touchent une prime, quelle que soit sa nature, mais seulement 0,5 % d'entre eux touchent une prime à la performance qui n'est pas fixe. Cependant, les écarts de salaire subsistent. En ingénierie, les gestionnaires d'usine ignorent souvent les directives nationales pour encourager les ouvriers à garder des postes qui ont perdu leur intérêt avec leurs primes disproportionnées. Ils paient les apprentis plus que les personnes déjà en place, ce qui encourage certains salariés à rester en perpétuel apprentissage plutôt qu'à travailler à un poste précis. Dans les mines de charbon, les chefs manipulent les quotas pour continuer à mieux payer les personnes qui prennent le plus de risques. Certains métiers sans qualifications, mais difficiles, deviennent très peu attractifs en raison de la baisse des salaires qui y sont associés. C'est le cas par exemple de la supervision de machinerie.
En 1961, les salaires de base des travailleurs constituent désormais 73 % de leurs revenus moyens, 71 % pour les ouvriers payés à la pièce et 76 % pour ceux payés au temps.
Les niveaux de dépassement des quotas baissent également : avec les nouveaux quotas, il est plus rare d'atteindre son objectif. La proportion des ouvriers n'atteignant pas leurs objectifs atteint 5,1 % dans l'aciérie, au minimum, pour un maximum de 31,4 % dans les mines de charbon. Dans l'ensemble de l'industrie soviétique, les quotas sont remplis en moyenne à 169 % avant la réforme et à 120 % en octobre 1963. L'innovation est cependant affectée par ce nouveau système : il est plus sûr pour les usines de fabriquer le même produit pendant des années plutôt que de chercher à lancer des nouvelles gammes, impliquant une courbe d'apprentissage.
La réforme des salaires s'accompagne d'une volonté de raccourcir le temps de travail. En 1958, la semaine de travail baisse de 48 h à 41 h par semaine. En 1961, ce changement a affecté environ deux tiers de la population active soviétique, soit quelque quarante millions de personnes. Le plan quinquennal prévoit de passer à 40 heures en 1962, mais cette modification n'est finalement pas mise en place. Nikita Khrouchtchev soutient régulièrement la volonté de raccourcir la semaine de travail : il mentionne un objectif de semaines de 30 à 35 heures pour 1968 et estime que le communisme, à son apogée, permettra de travailler trois ou quatre heures par jour.
Les salaires, cependant, augmentent beaucoup plus lentement que prévu. Dans l'ensemble du pays et pas seulement dans le secteur de l'industrie, ils augmentent de 22,9 % entre 1959 et 1965, plus bas que l'objectif fixé à 26 %. La République socialiste fédérative soviétique de Russie compte une augmentation de salaires de 7 % entre 1959 et 1962. Cette faible augmentation s'accompagne d'une croissance de 20 % de la productivité, ce qui permet tout de même un niveau de vie plus élevé. 
Cette augmentation basse est soutenue par certains gestionnaires d'usines, qui tirent profit de la réforme en diminuant les salaires encore plus que prévu par le plan quinquennal afin de réduire leurs coûts d'exploitation. Dans un cas, un gestionnaire d'une usine de béton passe huit mois aux travaux forcés après avoir menti sur le contenu de la réforme pour faire travailler gratuitement ses ouvriers. 
Dans l'ensemble, la réforme des salaires ne parvient pas à remplir son objectif de créer un système d'incitation stable et prévisible. Un système de primes ne peut pas être viable en Union soviétique : les matières premières sont de quantité et de qualité variables, la division du travail est irrationnelle, les ouvriers sont encouragés à travailler énormément en peu de temps puis à se reposer plutôt qu'à fournir un travail stable sur la durée. Dans ces conditions, la réforme est tout simplement impossible dans certains secteurs qui ne peuvent pas fonctionner sans primes ni corruption. 
Les ouvriers soviétiques, ne pouvant pas s'organiser dans le cadre d'un syndicat ni s'opposer au parti communiste, entament un processus d'« hyper-individualisation » qui est valorisé par l'ancien système de primes. La méritocratie n'a donc aucun sens, et ils doivent s'appuyer entièrement sur leurs supérieurs et sur les primes pour augmenter leur salaire, puisque les augmentations et promotions sont à peu près inexistantes.

## Suites
La réforme salariale échoue à calmer le conflit entre les ouvriers et l'élite de l'Union soviétique.
Mikhaïl Gorbatchev tente une nouvelle série de réformes salariales en 1986, dans le cadre de la Perestroïka. Ces réformes échouent à leur tour.